# A Ghost Story
A Ghost Story – amerykański film fabularny z 2017 roku w reżyserii Davida Lowery’ego, wyprodukowany przez wytwórnię A24. Główne role w filmie zagrali Casey Affleck i Rooney Mara.
Premiera filmu odbyła się 22 stycznia 2017 podczas Sundance Film Festival. Sześć miesięcy później, 7 lipca, obraz trafił do kin na terenie Stanów Zjednoczonych. W Polsce premiera filmu odbyła się 27 października 2017.

## Fabuła
Młody muzyk i kompozytor C (Casey Affleck) oraz jego bezrobotna żona M (Rooney Mara) mieszkają na przedmieściach dużego miasta. On bardzo kocha M, ale z powodu obowiązków zawodowych znika na całe dnie albo zamyka się w swojej pracowni. Ona ma dość nudnego życia i marzy o przeprowadzce do centrum, ale C nie chce o niej słyszeć, bo z domem wiąże go wiele wspomnień. Pewnego dnia C ginie w wypadku samochodowym. Jego duch powraca w całunie, którym mężczyzna był przykryty w kostnicy. Zjawa bezskutecznie próbuje pomóc zdruzgotanej żonie oraz poradzić sobie z narastającym uczuciem bezdennej samotności. Tymczasem wokół C pojawia się coraz więcej podobnych mu udręczonych dusz.

## Obsada
- Casey Affleck jako C
- Rooney Mara jako M
- Will Oldham jako prognostyk
- Sonia Acevedo jako Maria
- Rob Zabrecky jako Pioneer Man
- Liz Franke jako Linda
- Grover Coulson jako mężczyzna na wózku inwalidzkim
- Kenneisha Thompson jako doktor

## Produkcja
Zdjęcia do filmu kręcono w Irving w Teksasie, od lipca do września 2016 roku.

## Odbiór
Film A Ghost Story spotkał się z pozytywną reakcją krytyków. W serwisie Rotten Tomatoes, 90 procent z dwustu pięciu recenzji filmu jest pozytywne (średnia ocen  wyniosła 7,9 na 10). Na portalu Metacritic średnia ocen z 46 recenzji wyniosła 84 punkty na 100.